# 乔安妮·亨利
乔安妮·亨利（英語：Joanne Henry，1971年10月2日—），新西兰女子田径运动员。她曾代表新西兰参加1990年、1994年和1998年英联邦运动会田径比赛，其中1998年英联邦运动会获得一枚铜牌。